# جياكومو شينيلاتو
جياكومو شينيلاتو (بالإيطالية: Giacomo Chinellato)‏ هو لاعب كرة قدم إيطالي في مركز الدفاع، ولد في 29 يونيو 1955 في Favaro Veneto ‏ في إيطاليا. لعب مع نادي بيسكارا ونادي روما ونادي فاريسي ونادي كاتانيا ونادي كالياري ويوفنتوس.